# Leptotarsus pallitarsis
Leptotarsus pallitarsis är en tvåvingeart som först beskrevs av Alexander 1937.  Leptotarsus pallitarsis ingår i släktet Leptotarsus och familjen storharkrankar.
Artens utbredningsområde är Ecuador. Inga underarter finns listade i Catalogue of Life.